# Vitrea illyrica
Vitrea illyrica is een slakkensoort uit de familie van de Pristilomatidae. De wetenschappelijke naam van de soort is voor het eerst geldig gepubliceerd in 1907 door A.J. Wagner.